# Goudstuitorganist
De goudstuitorganist (Chlorophonia cyanocephala synoniem: Euphonia cyanocephala) is een zangvogel uit de familie Fringillidae (vinkachtigen).

## Verspreiding en leefgebied
Deze soort telt 3 ondersoorten:
- C. c. pelzelni: zuidelijk Colombia en westelijk Ecuador.
- C. c. insignis: centraal Ecuador.
- C. c. cyanocephala: van oostelijk Columbia door noordelijk Venezuela tot Trinidad; de Guyana's; de oostelijke helling van de Andes van Peru tot Bolivia; zuidoostelijk Brazilië, noordwestelijk Argentinië en oostelijk Paraguay.